# Lincoln Castellanos
Lincoln A. Castellanos, né à Indio (Californie),  est un acteur américain connu pour son travail dans des séries télévisées et des films tels que Fear the Walking Dead, dans le rôle de Tobias,,,,, Mentalist et I Am Gangster.

## Filmographie

### Acteur

#### Cinéma
- 2015 : I Am Gangster : Bully #2 (en tant que Lincoln Castellanos)
- 2018 : Paint It Red

#### Courts-métrages
- 2010 : Techno Bubble
- 2013 : Squared Circle Love Triangle
- 2017 : ABC Discovers: Los Angeles Talent Showcase

#### Télévision

##### Séries télévisées
- 2012 : Mentalist : Jeremiah
- 2015 : Bienvenue chez les Huang : Kevin
- 2015 : Code Black : Kurt
- 2015 : Fear the Walking Dead : Tobias
- 2016 : Roadies : Lincoln
- 2016 : The Grindhouse Radio : Lincoln A. Castellanos

### Producteur

#### Courts-métrages
- 2010 : Techno Bubble
- 2011 : The Glass Heart